# 彩绘鹳鱼石斧图陶缸
彩绘鹳鱼石斧图陶缸是中国新石器时代仰韶文化的遗物，1978年出土于河南省临汝县（今河南省汝州市）阎村。现藏中国国家博物馆，為中國禁止出境展覽文物。
夹砂红陶质，敞口、圆唇、深腹，通高47厘米、口径32.7厘米。以白色为底，黑线勾勒轮廓，在陶缸外壁绘出鹳鸟衔鱼、石斧竖立一旁的画面，线条粗重、结实，风格粗犷、质朴，是远古时期罕见的珍品。